# Árbol H

Los primeros diez niveles de un árbol H

En fractales, el árbol H, o ramificación en T, es una estructura construida a partir de segmentos perpendiculares, cada uno más pequeño por un factor de √2 del anterior segmento adyacente más grande. Se llama así porque su patrón repetido se asemeja a la letra "H". Tiene dimensión de Hausdorff-Besicovitch 2  porque permite rellenar el plano y se acerca arbitrariamente a cada punto de un rectángulo. Sus aplicaciones incluyen el diseño de integración a muy gran escala y la ingeniería de microondas.

## Construcción
Se puede construir un árbol H comenzando con un segmento de longitud arbitraria, dibujando dos segmentos más cortos en ángulo recto con el primero a través de sus extremos y continuando indefinidamente de la misma manera, reduciendo la longitud de los segmentos dibujados en cada etapa dividiéndola por √2.
Un proceso alternativo que genera el mismo conjunto fractal es comenzar con un rectángulo con lados en la proporción 1:√2, conocido como "número plateado", y dividirlo repetidamente en dos rectángulos plateados más pequeños, en cada etapa conectando los dos centroides de los dos rectángulos más pequeños mediante un segmento rectilíneo. Se puede realizar un proceso similar con rectángulos de cualquier otra forma, pero el rectángulo plateado hace que el tamaño del segmento de línea disminuya uniformemente en un factor de √2 en cada paso, mientras que para otros rectángulos la longitud disminuirá en diferentes factores a niveles pares e impares de la construcción recursiva.

## Propiedades
El árbol H es un fractal autosemejante; su dimensión de Hausdorff-Besicovitch es igual a 2.
Los puntos del árbol H se acercan arbitrariamente a cada punto del rectángulo en el que se inscribe (al igual que en el rectángulo inicial en la construcción por centroides de rectángulos subdivididos). Sin embargo, no incluye todos los puntos del rectángulo; por ejemplo, no incluye la mediatriz del segmento inicial.

## Aplicaciones
En el diseño de integración a muy gran escala, el árbol H puede usarse como diseño para un árbol binario usando un área total que es proporcional al número de nodos del árbol. Además, el árbol H forma un diseño de espacio eficiente para árboles en dibujo de grafos, y como parte de una construcción de un conjunto de puntos para el que la suma de las longitudes de los bordes al cuadrado correspondientes al problema del viajante es grande.
Se usa comúnmente como un sistema de transmisión de señales horarias para transmitir a distintas partes de un chip con el mismo retraso de propagación, y también se ha usado como una red de interconexión para multiprocesadores VLSI. Por la misma razón, el árbol H se utiliza en diseños de antenas de microtira para llevar la señal de radio a cada antena individual con el mismo retardo de propagación.
El árbol H plano se puede generalizar a la estructura tridimensional agregando segmentos de línea en la dirección perpendicular al plano del árbol H. El árbol H tridimensional resultante tiene dimensión de Hausdorff-Besicovitch igual a 3. Se ha descubierto que el árbol H plano y su versión tridimensional se comportan como átomos electromagnéticos artificiales en cristales fotónicos y metamateriales y podrían tener aplicaciones potenciales en la ingeniería de microondas.

## Conjuntos relacionados

T-cuadrada

El árbol H es un ejemplo de dosel fractal, en el que el ángulo entre los segmentos de línea vecinos es siempre de 180 grados. En su propiedad de acercarse arbitrariamente a cada punto de su rectángulo delimitador, también se parece a una curva de llenado del espacio, aunque no es en sí mismo una curva.
Topológicamente, un árbol H tiene propiedades similares a las de un dendroide. Sin embargo, no son dendroides: los dendroides deben ser conjuntos cerrados y los árboles H no están cerrados (su cierre es el rectángulo completo).
El árbol de Mandelbrot es un fractal muy relacionado que utiliza rectángulos en lugar de segmentos de línea, ligeramente desplazados de las posiciones del árbol H, para producir una apariencia más naturalista. Para compensar el aumento de ancho de sus componentes y evitar la superposición, el factor de escala por el cual se reduce el tamaño de los componentes en cada nivel debe ser ligeramente mayor que √2.

## Lecturas relacionadas
- Kabai, S. (2002), Mathematical Graphics I: Lessons in Computer Graphics Using Mathematica, Püspökladány, Hungary: Uniconstant, p. 231..
- Lauwerier, H. (1991), Fractals: Endlessly Repeated Geometric Figures, Princeton, NJ: Princeton University Press, pp. 1-2..